# Карла Боліто
Карла Боліто (22 червня 1973 року, Бейра, Португальський Мозамбік) — португальська акторка.

## Біографія
Карла Боліто народилася 22 червня 1973 року в Бейрі. Вивчала театральне мистецтво в Інституті художньої літератури, досліджень та театральної творчості. Працювала у складі різних театральних труп Португалії. Карла Боліто також знімається у серіалах та бере участь у кінематографічних проектах.

## Вибіркова фільмографія
- Безсонна ніч (2020)
- Шкіра (2006)